# Medidas de desigualdade
Métricas de desigualdade ou métricas de distribuição são ferramentas quantitativas usadas para analisar a distribuição de um determinado recurso ou "bem" (como renda, riqueza, acesso a serviços, etc.) entre indivíduos, grupos ou categorias em uma população. Elas são usadas por cientistas sociais para medir a distribuição de renda, distribuição de riqueza, a desigualdade econômica e de bem-estar entre os participantes de uma economia específica, como a de um país ou do mundo em geral. Essas medidas  tem grande relevância no estudo da desigualdade em diversas áreas, como Economia, Sociologia, Ciência Política e Ciências Sociais em geral, para a formulação de políticas públicas e a compreensão das dinâmicas sociais.
A mensuração da desigualdade é uma parte fundamental do processo de identificação, julgamento e explicação das causas da desigualdade social. No estudo sobre desigualdades, coexistem muitas definições sobre o tema. Embora diferentes teorias possam tentar explicar como a desigualdade surge (suas causas) e quais seus efeitos sociais (suas consequências), as métricas de desigualdade simplesmente fornecem um sistema de medição usado para determinar a dispersão de recursos numa população por meio de ferramentas gráficas e numéricas. Ainda assim, cada medida de desigualdade carrega visões implícitas que tem implicações éticas sobre qual a melhor forma de olhar para essa distribuição.

## Conceitos Fundamentais de Desigualdade
Para compreender as medidas de desigualdade, é essencial, antes de tudo, definir o que se entende por desigualdade. Este conceito, embora aparentemente intuitivo, possui nuances importantes que moldam a forma como é analisado e mensurado no campo das Ciências Sociais.

### Distribuição e Desigualdade
A expressão distribuição de renda (ou de qualquer outro recurso ou bem) pode ser interpretada de duas maneiras distintas: como um ato de distribuir (uma ação, como em "políticas de distribuição de renda") ou como a forma pela qual algo já se encontra distribuído na sociedade (uma situação). No contexto das medidas de desigualdade, o foco recai sobre o segundo sentido. Assim, a distribuição de um determinado bem — seja renda, riqueza, acesso a serviços ou outros atributos — representa o "objeto" de estudo. A desigualdade, por sua vez, é uma característica desse objeto. Ela se manifesta como a dispersão ou a variação dos valores desse bem entre os diferentes indivíduos ou grupos em uma população (Medeiros 2012, p. 21).
Portanto, ao falarmos de desigualdade, estamos nos referindo à forma como os recursos se afastam de uma situação de igualdade perfeita, que seria aquela em que todos os indivíduos possuiriam a mesma quantidade do bem em questão.

### "Desigualdade de Quê?"
Definir o que é desigualdade não é uma tarefa simples. Antes de buscar mensurá-la, é fundamental ter uma clareza sobre o que exatamente se pretende medir. O economista Amartya Sen (1995), por exemplo, destaca a importância da pergunta "desigualdade de quê?", que direciona a análise para o objeto específico da desigualdade, seja ele renda, oportunidades, capacidades, bem-estar, entre outros. Assim, a fim de analisar a evolução da desigualdade em uma dada população ou país — seja para identificar seu crescimento, sua redução ou sua dimensão comparativa com outras realidades — torna-se indispensável possuir uma conceituação precisa do fenômeno da desigualdade.
A comparabilidade é um elemento crucial. Para que exista desigualdade, é preciso que as grandezas em questão possam ser comparadas, e que essa comparação revele uma diferença. Por exemplo, se uma quantidade 'A' é diferente de uma quantidade 'B' (A ≠ B), já se tem uma informação básica de desigualdade. No entanto, para quantificar e comparar níveis de desigualdade entre diferentes contextos ou ao longo do tempo, é preciso ir além da simples constatação da diferença.

### Tipos de Desigualdade: Absoluta e Relativa
No estudo da desigualdade, duas abordagens principais são utilizadas para sua mensuração: as desigualdades absolutas e as relativas. Essa distinção é fundamental para entender os diferentes resultados que podem ser obtidos ao se analisar um mesmo fenômeno.
1. Desigualdade Absoluta (ou Disparidade/Diferença): Medida pela diferença (subtração) entre os valores. Ela foca na distância real entre os indivíduos.
2. Desigualdade Relativa: Medida pela razão (divisão) entre os valores. Ela foca na proporção ou no número de vezes que um indivíduo possui mais (ou menos) que outro.

Para elucidar a distinção entre esses dois tipos de desigualdade, imagine o seguinte cenário hipotético:
Considere uma pequena comunidade composta por apenas dois indivíduos: Pedro e Mariana. Suponha que, inicialmente, Pedro possua 10 unidades de um recurso (como renda) e Mariana possua 40 unidades.
Nesse contexto:
- A desigualdade absoluta entre eles é de 30 unidades (40 - 10 = 30). Isso significa que Mariana tem 30 unidades a mais que Pedro.
- A desigualdade relativa é de 4 vezes (40 ÷ 10 = 4). Ou seja, Mariana possui quatro vezes a quantidade de recursos de Pedro.

Agora, vejamos o que acontece se o recurso de ambos for multiplicado por cinco, um exemplo de situação de crescimento econômico proporcional sem redistribuição. Pedro passaria a ter 50 unidades (10 x 5) e Mariana, 200 unidades (40 x 5).
Observando o novo cenário:
- A desigualdade absoluta aumentaria para 150 unidades (200 - 50 = 150).
- Contrariamente, a desigualdade relativa permaneceria a mesma: Mariana ainda possuiria 4 vezes o recurso de Pedro (200 ÷ 50 = 4).

Este exemplo ilustra como a desigualdade absoluta pode crescer significativamente em um cenário de aumento generalizado de recursos, enquanto a desigualdade relativa pode se manter estável. A escolha de qual medida utilizar dependerá da perspectiva de análise que se deseja adotar.

### Desigualdade de Renda vs. Desigualdade de Bem-Estar
Embora a renda seja a variável mais frequentemente utilizada para medir a desigualdade, é crucial reconhecer que a desigualdade de rendimentos não é sinônimo de desigualdade de bem-estar. A renda é, muitas vezes, empregada como um indicador ou proxy do bem-estar, devido à sua facilidade de mensuração e por ser um fator importante na capacidade das pessoas de acessar bens e serviços.
Contudo, a renda não capta todas as dimensões do bem-estar. Fatores como a disponibilidade de bens não mercantis (por exemplo, serviços públicos gratuitos de saúde e educação), as diferenças no custo de vida (poder de compra em áreas urbanas versus rurais) ou a posse de ativos não monetários (como propriedades) podem influenciar significativamente o bem-estar de uma pessoa, mesmo que sua renda seja a mesma de outra. 
A discussão sobre as diferenças entre renda e bem-estar é complexa e fundamental para estudos aprofundados sobre desigualdade social. Contudo, para o propósito da mensuração da desigualdade, muitas das ferramentas e medidas são indiferentes ao que é distribuído, podendo ser aplicadas a diversas variáveis, além da renda.

## Implicações Éticas e Filosóficas da Mensuração
A mensuração da desigualdade vai muito além de um mero exercício estatístico. Embora utilize ferramentas matemáticas rigorosas, toda medida de desigualdade carrega em sua concepção e em sua interpretação uma série de julgamentos de valor implícitos ou explícitos. Compreender essas implicações éticas e filosóficas é fundamental para uma análise completa e responsável do fenômeno da desigualdade social.

### Julgamentos de Valor Implícitos na Mensuração
Conforme Medeiros (2012, p. 15):
"Toda medida de desigualdade social expressa valores morais, ou seja, por detrás de procedimentos matemáticos aparentemente neutros há uma filosofia de justiça implícita."
Isso significa que, ao escolher uma determinada medida para analisar a desigualdade (como o Coeficiente de Gini, as medidas de Atkinson, ou os índices de Theil), o pesquisador está, consciente ou inconscientemente, aderindo a uma filosofia de justiça específica. Por exemplo, uma medida pode ser mais sensível às diferenças no topo da distribuição, enquanto outra pode focar mais nas desigualdades entre os mais pobres. Essa escolha instrumental, embora técnica, possui profundas implicações éticas sobre o que se considera uma distribuição "melhor" ou "mais justa".

### Paradigmas de Justiça: Igualdade e Equidade
O debate sobre a desigualdade frequentemente se apoia em diferentes paradigmas de justiça, que orientam tanto a sua concepção quanto as estratégias para combatê-la. Medeiros (2012, p. 80) esquematiza dois paradigmas centrais:
1. Paradigma da Igualdade: Este paradigma defende que todos os indivíduos devem receber o mesmo tratamento, sem considerar suas diferenças de ponto de partida ou circunstâncias. A premissa é que as pessoas são inerentemente iguais em direitos e, portanto, merecem os mesmos recursos em um processo redistributivo. Por exemplo, em uma política de transferência de renda, a aplicação estrita do princípio da igualdade poderia significar que todos os cidadãos, independentemente de sua renda atual, recebam o mesmo valor.
2. Paradigma da Equidade: Em contraste, o paradigma da equidade reconhece que os indivíduos são diferentes e que, para alcançar um resultado mais justo, pode ser necessário um tratamento diferenciado. Agir com equidade implica "reverter desigualdades injustas quando elas existem e tratar igualmente a todos quando não houver desigualdades" (Medeiros, 2012, p. 80)[1]. Este princípio está presente em diversas teorias de justiça. Um exemplo clássico é a ideia de Karl Marx[8] "a cada um de acordo com suas necessidades, de cada um de acordo com suas capacidades", que sugere que a distribuição deve considerar as necessidades individuais. Outro exemplo notório é o "princípio da diferença" de John Rawls (1971)[9][10], que postula que as desigualdades sociais e econômicas são aceitáveis apenas se beneficiarem os membros menos favorecidos da sociedade, defendendo, assim, uma ação diferenciada para quem está em pior situação.

É importante notar que, na prática, uma mesma teoria de justiça pode incorporar elementos de ambos os paradigmas, aplicando-os a diferentes esferas ou bens sociais.

### Aversão à Desigualdade e o Parâmetro de Atkinson
A explicitação dos julgamentos de valor na mensuração da desigualdade é um avanço significativo. O economista Anthony Atkinson (1970) foi pioneiro ao propor uma classe de medidas de desigualdade (conhecidas como medidas de Atkinson) que permitem incorporar um parâmetro explícito de aversão à desigualdade. Esse parâmetro, geralmente denotado por ϵ (épsilon) ou ρ (rô), reflete o quanto a sociedade (ou o analista) valoriza a igualdade em relação ao crescimento econômico.
A escolha do valor desse parâmetro de aversão à desigualdade é crucial, pois ele reflete a prioridade que se atribui à redução da desigualdade.
- Uma baixa aversão à desigualdade sugere que o bem-estar social é percebido de forma que um acréscimo monetário, independentemente de ser para uma pessoa de baixa renda ou uma de alta renda, contribui de maneira similar para o bem-estar total da sociedade. Em outras palavras, o foco estaria mais no crescimento agregado da renda do que em sua distribuição.
- Por outro lado, uma elevada aversão à desigualdade indica uma forte preocupação com a distribuição, de modo que o mesmo acréscimo monetário gera um impacto significativamente maior no bem-estar social quando direcionado a indivíduos em situação de vulnerabilidade do que quando destinado a pessoas já abastadas. Isso implica que a redistribuição de recursos dos mais ricos para os mais pobres é considerada fundamental para aumentar o bem-estar coletivo.

Em termos matemáticos, isso pode ser dito da seguinte forma:
- Parâmetro de Aversão = 0: Indica que não há aversão à desigualdade; o que importa é apenas o nível médio de renda. Um aumento na renda de qualquer indivíduo gera o mesmo aumento de bem-estar social, independentemente de quão rico ou pobre ele seja. Nesses casos, o crescimento do Produto Interno Bruto (PIB) per capita é o principal indicador de bem-estar, sem preocupação com sua distribuição.
- Parâmetro de Aversão > 0: Indica alguma aversão à desigualdade. Quanto maior o valor do parâmetro, maior a importância atribuída às transferências de renda dos mais ricos para os mais pobres. Um valor alto sugere que a perda de 1 é muito pior para uma pessoa pobre do que para uma rica, e o ganho de 1 é muito mais benéfico para o pobre. Assim, uma sociedade mais igualitária é preferível, mesmo que isso implique uma renda média total um pouco menor.
- Parâmetro de Aversão Infinito: Corresponderia à posição de que qualquer desigualdade é indesejável, e a melhoria do bem-estar social depende exclusivamente da melhora da situação do indivíduo em piores condições, como sugerido por algumas interpretações do princípio maximin de Rawls[9], no qual, ao escolher entre diferentes arranjos sociais, a decisão deve ser tomada de modo a garantir que a pessoa em pior situação seja a mais beneficiada possível.

A escolha de um valor específico para o parâmetro de aversão não é técnica, mas sim normativa. Ela exige um posicionamento sobre qual grau de igualdade é desejável e o quanto se está disposto a "sacrificar" (em termos de renda média, por exemplo) para alcançá-la. Essa explicitação dos valores subjacentes à análise é uma das principais contribuições da classe de medidas de Atkinson, contrastando com outras medidas que realizam esses julgamentos de forma implícita. Quando diferentes curvas de desigualdade se cruzam, impossibilitando uma hierarquização inequívoca por dominância, a definição desse parâmetro de aversão é que permite ao analista decidir qual distribuição é considerada "melhor" em termos de bem-estar social.

## Propriedades das métricas de desigualdade
No caso discreto, um índice de desigualdade econômica pode ser representado por uma função I(x), onde x é uma configuração de n valores econômicos (ex. riqueza ou renda) x={x1,x2,...,xn} com xi sendo o valor econômico associado ao "agente econômico" i.
Na literatura econômica sobre desigualdade, quatro propriedades são geralmente postuladas que qualquer medida de desigualdade deve satisfazer:
- Anonimidade ou simetria
Essa premissa afirma que uma métrica de desigualdade não depende da "rotulagem" dos indivíduos em uma economia e que tudo o que importa é a distribuição de renda. Por exemplo, em uma economia composta por duas pessoas, o Sr. Silva e a Sra. Santos, onde um deles detém 60% da renda e o outro 40%, a métrica de desigualdade deve ser a mesma, independentemente de o Sr. Silva ou a Sra. Santos deterem a parcela de 40%. Essa propriedade distingue o conceito de desigualdade daquele de justiça distributiva, em que quem detém um determinado nível de renda e como ele foi adquirido é de importância central. Uma métrica de desigualdade é uma declaração simplesmente sobre como a renda é distribuída, não sobre quem são as pessoas específicas na economia ou que tipo de renda elas "merecem". Isso geralmente é expresso matematicamente como:
{\displaystyle I(P(x))=I(x)}
onde P(x) é qualquer permutação de x;
- Independência de escala ou homogeneidade
Esta propriedade afirma que economias mais ricas não devem ser automaticamente consideradas mais desiguais por construção. Em outras palavras, se a renda de cada pessoa em uma economia for dobrada (ou multiplicada por qualquer constante positiva), a métrica geral de desigualdade não deve mudar. É claro que o mesmo se aplica a economias mais pobres. A métrica de desigualdade de renda deve ser independente do nível agregado de renda. Isso pode ser expresso como:
{\displaystyle I(\alpha x)=I(x)}
onde α é uma número real positivo.
- Independência populacional
Da mesma forma, a métrica da desigualdade de renda não deve depender do fato de uma economia ter uma população grande ou pequena. Uma economia com poucas pessoas não deve ser automaticamente julgada pela métrica como mais igualitária do que uma economia grande com muitas pessoas. Isso significa que a métrica deve ser independente do nível populacional. Isso geralmente é escrito assim:
{\displaystyle I(x\sqcup x)=I(x)}
onde {\displaystyle x\sqcup x} é a união de x com uma cópia dele próprio.
- Princípio de transferência
O princípio de Pigou-Dalton, ou princípio das transferências, é a premissa que torna uma métrica de desigualdade, na verdade, uma medida de desigualdade. Em sua forma fraca, ele afirma que, se parte da renda for transferida de uma pessoa rica para uma pessoa pobre, preservando a ordem de renda, a desigualdade medida não deve aumentar. Em sua forma forte, o nível de desigualdade medido deve diminuir.

Outras propriedades úteis, mas não obrigatórias, incluem:
- Não-negatividade
O índice I(x) é maior ou igual a 0.
- Zero igualitário
O índice I(x) é zero no caso igualitário, quando todos os valores de xi são iguais.
- Limitado acima pela desigualdade máxima
O índice I(x) atinge seu valor máximo para desigualdade máxima (todos os xi são zero, exceto um). Esse valor geralmente é unitário, pois o número de agentes n se aproxima do infinito.
- Decomponibilidade de subgrupo[12]
Esta propriedade afirma que se um conjunto de agentes x for dividido em dois subconjuntos disjuntos (y e z) então I(x) pode ser expresso como:
{\displaystyle I(y\cup z)=w_{y}(y,z)I(y)+w_{z}(y,z)I(z)+w_{\mu }(y,z)I({\mu _{y},\mu _{z}})}
onde μ(x) e μ(y) são as médias de renda de x e y.
{\displaystyle \mu _{x}={\frac {1}{n}}\sum _{1}^{n}x_{i}}
e as funções w são funções de ponderação escalar dos conjuntos y e z. Em uma afirmação mais forte, wy = μy / μx e wz = μz / μx.

## Representações gráficas
Além das medidas numéricas que sintetizam a desigualdade em um único valor, as representações gráficas oferecem uma poderosa ferramenta visual para analisar a distribuição de recursos e comparar os níveis de desigualdade entre diferentes populações ou ao longo do tempo. Elas permitem manter uma quantidade de informação sobre a distribuição que, por vezes, é perdida nos indicadores sintéticos. Marcelo Medeiros (2012, p. 29) destaca que essas representações "permitem visualizar de maneira bastante direta e simples uma distribuição, bem como comparar os níveis de desigualdades de diferentes distribuições."
Embora a maioria dessas representações tenha sido desenvolvida no contexto da distribuição de renda, elas podem ser aplicadas a qualquer tipo de distribuição composta por valores intervalares, como o número de filhos em famílias, a área geográfica por município, ou o acesso a serviços.
Entre as diversas formas de representação gráfica, destacam-se quatro que são cruciais para a compreensão das medidas de desigualdade: a Parada de Pen (e suas Curvas de Quantis), a Curva de Lorenz, a Curva de Lorenz Generalizada e a Curva de Concentração.

### Curva de Lorenz

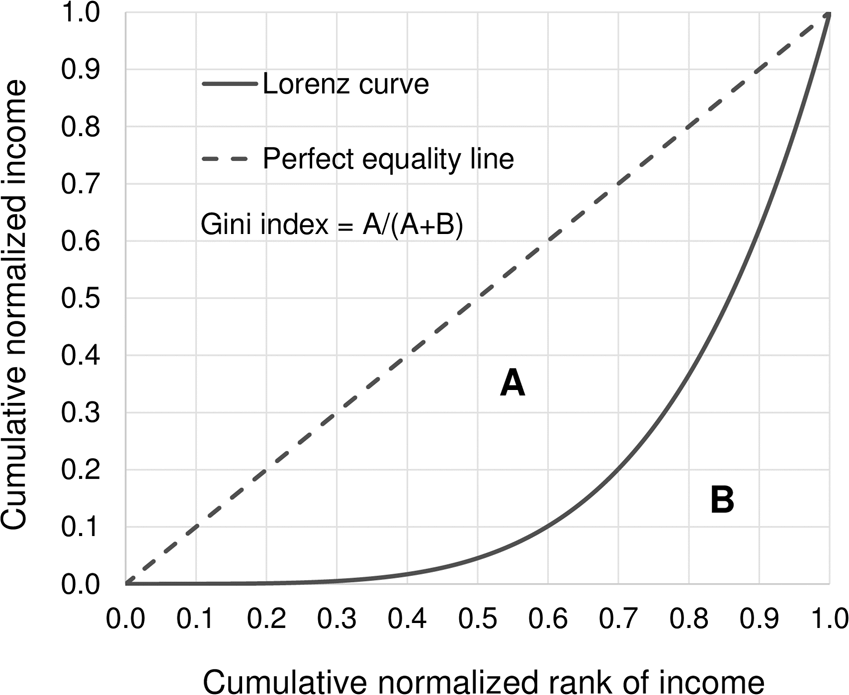
Curva de Lorenz e o índice de Gini. Eixo horizontal: raking cumulativo normalizado de renda na população. Eixo Vertical: renda cumulativa normalizada.

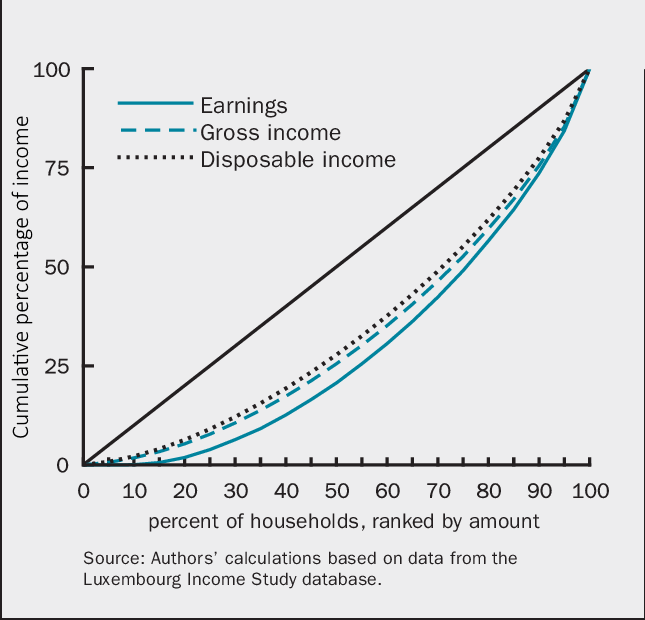
Curva de Lorenz para o Canadá dos ganhos totais, renda bruta e renda disponível (após taxação)

A Curva de Lorenz, desenvolvida por Max Otto Lorenz em 1905, é a ferramenta gráfica mais conhecida e utilizada para analisar a desigualdade. Ela difere da Parada de Pen por representar exclusivamente a desigualdade relativa. A partir dela, também é calculado o Índice de Gini como a razão entre a área A entre a linha de igualdade perfeita e a Curva de Lorenz, e a soma de A+B, onde B é a área abaixo da curva.
- Construção: É um gráfico no qual o eixo horizontal representa as frações acumuladas da população (ordenadas da mais pobre à mais rica), e o eixo vertical representa as frações acumuladas da renda (ou outra variável) detida por essas frações da população.
- Linha da Perfeita Igualdade: Uma linha diagonal de 45 graus, que vai da origem ao ponto (100%, 100%), representa uma distribuição perfeitamente igualitária, onde cada percentual da população detém o mesmo percentual da renda (ex: 20% da população detém 20% da renda).
- Interpretação: Para uma distribuição desigual, a Curva de Lorenz é sempre convexa, ou seja, forma um arco abaixo da Linha da Perfeita Igualdade. Quanto maior a distância entre a Curva de Lorenz e a Linha da Perfeita Igualdade, maior a desigualdade na distribuição. Se toda a renda fosse concentrada em uma única pessoa, a curva se manteria no eixo horizontal até o último ponto, saltando para 100% no final, formando o que se chama de Curva da Desigualdade Máxima.
- Propriedade Chave: A principal característica da Curva de Lorenz é sua invariância à escala e ao tamanho da população. Isso significa que, se todos os rendimentos em uma distribuição forem multiplicados por um mesmo valor (por exemplo, devido à inflação ou uma conversão cambial), a forma da curva não se altera. Essa propriedade é fundamental porque permite a comparação da desigualdade relativa entre populações de diferentes tamanhos ou com diferentes moedas, ou mesmo a evolução da desigualdade relativa em uma mesma população ao longo do tempo, independentemente do crescimento econômico. Além da invariância de escala, ela consistente e respeita as outras propriedades como o princípio das transferências (qualquer transferência progressiva eleva a curva) e de anonimidade ou simetria.

### Curva de Concentração
As Curvas de Concentração são uma generalização da Curva de Lorenz. Enquanto a Curva de Lorenz analisa a distribuição de uma variável (ex: renda) em relação à própria ordenação da população por essa variável, a Curva de Concentração analisa a distribuição de uma variável (ex: benefício social ou gasto público) entre indivíduos ou grupos ordenados por outra variável (ex: renda familiar per capita). Medeiros (2012, p. 67) afirma que "a Curva de Lorenz é um caso particular de Curva de Concentração em que as variáveis da distribuição e ordenação são as mesmas." Assim, ela trata de formas de desigualdade relativa.
- Construção: Semelhante à Curva de Lorenz, um eixo representa as frações acumuladas da população (ordenadas por uma variável de referência, como renda) e o outro representa as frações acumuladas de uma segunda variável (cujo padrão de concentração se deseja analisar).
- Interpretação: A posição e a inclinação da Curva de Concentração em relação à Linha da Perfeita Igualdade indicam a progressividade ou regressividade da distribuição da segunda variável:
  - Progressiva: Se a curva está acima da Linha da Perfeita Igualdade, significa que a variável em questão está mais concentrada nos grupos mais pobres (ex: gastos com programas sociais).
  - Regressiva: Se a curva está abaixo da Linha da Perfeita Igualdade, significa que a variável está mais concentrada nos grupos mais ricos (ex: certos tributos ou benefícios regressivos).
- Aplicações: São amplamente utilizadas para estudar a distribuição de serviços públicos, tributos, ou os componentes da renda total das famílias (como salários, aposentadorias, doações), revelando quem se beneficia ou é mais afetado por políticas específicas.

Essas ferramentas gráficas, quando utilizadas em conjunto, fornecem uma visão abrangente e multifacetada da desigualdade, permitindo análises que vão desde a simples visualização da dispersão até a comparação rigorosa de diferentes cenários de distribuição. 

### Parada de Pen e Curvas de Quantis
A Parada de Pen é uma metáfora criada pelo economista holandês Jan Pen para ilustrar de forma intuitiva a severidade da desigualdade de renda. Nela, a renda de cada pessoa é associada à sua altura. Se as pessoas de uma sociedade desfilassem por uma hora, ordenadas das mais pobres (mais baixas) às mais ricas (mais altas), a cena revelaria uma "grande massa de anões e uma pequena elite de gigantes" (Medeiros, 2012, p. 33). Isso ressalta a assimetria na distribuição da riqueza.
A representação gráfica mais diretamente associada à Parada de Pen é a Curva de Quantis. Este gráfico bidimensional apresenta no eixo horizontal as frações da população (quantis, como decis ou centis, ordenados crescentemente por renda) e no eixo vertical o valor da renda correspondente a cada quantil.
- Interpretação: Uma distribuição perfeitamente igualitária seria representada por uma linha reta horizontal. Em distribuições reais de rendimentos, a Curva de Quantis geralmente tem um formato sinuoso: cresce aceleradamente logo após a renda zero, mantém-se com crescimento menos expressivo por grande parte da população e inclina-se drasticamente nos quantis mais ricos.
- Tipo de Desigualdade: A Curva de Quantis representa principalmente as desigualdades absolutas (diferenças ou disparidades) de rendimentos na população.
- Propriedades: É útil para avaliar a situação de subgrupos da população e visualizar a distância entre ricos e pobres em termos absolutos. Contudo, a simples comparação do nível de duas Curvas de Quantis não permite inferir qual população possui maior desigualdade relativa, pois elas são sensíveis à escala dos valores de renda.

### Curva de Lorenz Generalizada
A Curva de Lorenz Generalizada é uma modificação da Curva de Lorenz que incorpora informações sobre o nível da distribuição, além de sua forma.
- Construção: É obtida multiplicando-se os valores de renda acumulada da Curva de Lorenz pela renda média da distribuição. Em outras palavras, ela não normaliza os valores de renda pelo total, mas sim pela média.
- Interpretação: Devido a essa multiplicação, a Curva de Lorenz Generalizada se torna sensível a variações na média dos rendimentos. Ela é particularmente útil para comparar níveis de bem-estar entre distribuições, especialmente em análises de dominância de segunda ordem (discutidas na próxima seção). Se a Curva de Lorenz Generalizada de uma distribuição é sempre mais alta que a de outra, isso indica que o nível de bem-estar da primeira distribuição é indiscutivelmente melhor, pois tanto a sua forma quanto o seu nível de renda são superiores em cada ponto acumulado da população.
- Relação com Outras Curvas: Medeiros (2012, p. 64)[1] explica que esta curva e a Curva de Quantis "guardam semelhanças no conteúdo das informações", pois ambas trazem informações sobre a forma e o nível das distribuições e são indiferentes ao tamanho da população. A Curva de Lorenz Generalizada é mais prática para análises de dominância, enquanto a Curva de Quantis é mais intuitiva para apresentação.

## Principais medidas numéricas
Enquanto as representações gráficas oferecem uma visão intuitiva da desigualdade, as medidas numéricas a sintetizam em valores quantificáveis, permitindo comparações mais diretas e análises estatísticas. Cada medida possui uma lógica de cálculo, propriedades e sensibilidades distintas, o que as torna adequadas para diferentes propósitos analíticos. No geral, elas são utilizadas em conjunto por analistas, já que permitem ver aspectos diferentes das desigualdades. 

### Coeficiente de Gini

PIB per capita vs índice de Gini em países

O Coeficiente de Gini é, sem dúvida, a medida de desigualdade mais conhecida e amplamente utilizada globalmente. Desenvolvido pelo estatístico italiano Corrado Gini em 1912, ele oferece um valor único que resume o nível de desigualdade de uma distribuição.
- Conceito e Escala: O Gini mede a desigualdade relativa de uma distribuição. Seu valor varia de 0 a 1:
  - 0 (zero) indica perfeita igualdade, ou seja, todos os indivíduos possuem a mesma quantidade do bem distribuído.
  - 1 (um) representa a desigualdade máxima, onde um único indivíduo detém a totalidade do bem, e os demais não possuem nada.
- Cálculo e Relação com a Curva de Lorenz: O Coeficiente de Gini pode ser calculado a partir da Curva de Lorenz. Ele corresponde ao dobro da área entre a Curva de Lorenz e a Linha da Perfeita Igualdade (Medeiros, 2012, p. 126)[1]. Quanto maior essa área, maior o Gini e, consequentemente, maior a desigualdade. Ele também pode ser calculado como a razão entre a área A entre a linha de igualdade perfeita e a Curva de Lorenz, e a soma de A+B, onde B é a área abaixo da curva.
- Interpretação: A interpretação dos valores intermediários do Gini é menos intuitiva. Por exemplo, um Gini de 0,3 não significa que 30% da renda está concentrada em uma fração da população. Contudo, ele pode ser interpretado como a proporção da desigualdade máxima observável. Atkinson (1975)[20], sugere que um coeficiente de 0,40 pode indicar que a diferença média entre duas pessoas escolhidas aleatoriamente é 80% da renda média.
- Propriedades:
  - Invariância à Escala: Assim como a Curva de Lorenz, o Coeficiente de Gini é invariante a mudanças de escala. Ou seja, se todos os rendimentos de uma população forem multiplicados por um mesmo fator (por exemplo, devido à inflação ou uma conversão de moeda), o valor do Gini não se altera (Medeiros, 2012, p. 126). Isso facilita a comparação da desigualdade relativa entre países com diferentes níveis de renda ou moedas.
  - Princípio de Pigou-Dalton: O Gini atende a este princípio, o que significa que uma transferência de renda de um indivíduo mais rico para um mais pobre (mantendo suas posições relativas na distribuição) sempre resulta em uma redução do coeficiente, indicando menor desigualdade.
- Limitações: Apesar de sua popularidade, o Gini possui algumas limitações:
  - Sensibilidade Diferenciada: Não é igualmente sensível a transferências de rendimentos em diferentes partes da distribuição. Uma transferência no meio da distribuição pode ter um peso maior no cálculo do que uma transferência nos extremos (Medeiros, 2012, p. 131).
  - Não Decomponibilidade Aditiva: O Gini não permite a decomposição aditiva da desigualdade total em subgrupos populacionais (ex: desigualdade entre gêneros, ou entre regiões). Isso dificulta a identificação das fontes específicas da desigualdade.

### Participação na renda

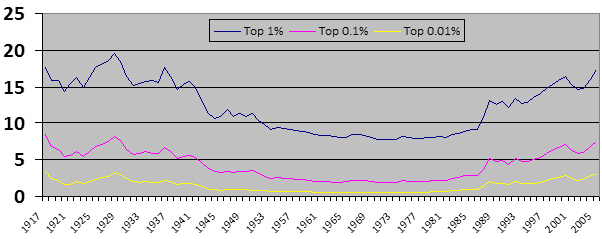
Participação do 1% mais rico nos Estados Unidos ao longo do século XX.

As medidas de participação na renda constituem uma classe de indicadores de desigualdade que se concentram na proporção do rendimento total (ou riqueza) de uma população que é detida por segmentos específicos dessa população, geralmente ordenados por nível de rendimento ou riqueza. Diferentemente de índices agregados como o Gini, estas medidas oferecem uma visão mais direta da concentração ou da falta de recursos em diferentes estratos, especialmente nos extremos da distribuição. O trabalho do economista francês Thomas Piketty (2014), particularmente sua análise da evolução da participação do 1% mais rico na renda nacional ao longo do tempo em diferentes países, popularizou o uso dessas métricas para compreender as dinâmicas da desigualdade de longo prazo.

#### Conceito e Escala
A participação na renda quantifica a fatia do "bolo" econômico total que cabe a uma determinada proporção de indivíduos. Por exemplo, pode-se analisar quanto dos rendimentos totais de um país é recebido pelos 10% mais ricos da população, ou pelos 40% mais pobres. A escala é percentual, variando de 0% a 100%, representando a parcela do recurso total. Pode ser aplicada tanto à renda (fluxo) quanto à riqueza (estoque de ativos).

#### Cálculo e Relação com a Distribuição
O cálculo da participação na renda envolve a ordenação da população do indivíduo com menor rendimento/riqueza ao de maior rendimento/riqueza, e então a soma dos rendimentos/riquezas dos indivíduos dentro do segmento de interesse. Essa soma é então dividida pelo rendimento/riqueza total da população para obter a proporção percentual. Essa abordagem está intrinsecamente ligada ao conceito de quantis (percentis, decis, quintis), pois define os segmentos populacionais com base em sua posição na distribuição. Por exemplo, a participação dos 10% mais ricos (Top 10%) refere-se à soma da renda de todos os indivíduos que se encontram entre o percentil 90 e o percentil 100 da distribuição de renda. Medidas como a Razão 20:20 e a Razão de Palma são exemplos específicos de medidas de participação na renda que comparam o rendimento de diferentes quantis.

#### Interpretação
Uma alta participação na renda para os segmentos mais ricos (por exemplo, o "top 1%") indica uma elevada concentração de renda ou riqueza no topo da pirâmide social. Inversamente, uma baixa participação na renda para os segmentos mais pobres (por exemplo, os "40% mais pobres") sugere uma condição de privação significativa e uma grande desigualdade na base da distribuição. A comparação dessas participações ao longo do tempo ou entre diferentes países permite identificar tendências de concentração ou dispersão da renda. Por exemplo, o aumento da participação do 1% mais rico em diversos países, como apontado por Piketty (2014), sinaliza um fenômeno global de concentração de capital e renda, apontado também por outros estudos.

#### Vantagens
1. Intuitividade e Facilidade de Comunicação: São medidas diretas e facilmente compreendidas pelo público em geral, como "o 1% mais rico detém X% da renda", o que as torna poderosas em debates políticos e sociais[27].
2. Foco nos Extremos da Distribuição: Permitem identificar e analisar com clareza a dinâmica dos segmentos mais ricos e mais pobres, que podem ser ofuscados por medidas agregadas como o Coeficiente de Gini. Isso é crucial para políticas voltadas para combater a pobreza extrema ou a hiperconcentração de riqueza[24].
3. Sensibilidade a Mudanças Estruturais: São particularmente úteis para rastrear mudanças estruturais na distribuição de renda ou riqueza ao longo de décadas, revelando transformações profundas que outras métricas podem captar de forma menos explícita. O trabalho de Piketty, por exemplo, demonstrou como a participação dos top 1% na renda nacional tem se comportado ao longo de séculos, revelando padrões de reproduções de desigualdade social que o Gini, por si só, não evidenciaria[24].
4. Comparabilidade Histórica e Internacional: A disponibilidade de dados fiscais históricos em muitos países permitiu a Thomas Piketty e outros pesquisadores construir séries temporais longas, facilitando comparações robustas entre diferentes épocas e nações[29][30][31]. Essas comparações são fundamentais para entender se a desigualdade é um fenômeno local ou global. Como muitas vezes não há disponibilidade de dados para toda a distribuição, a análise das participações de frações superiores, por exemplo, torna possível comparações mais amplas[24].
5. Comparação intra e entre subgrupos: é possível realizar análises de específicas de composição e características específicas desses grupos de percentis ao longo do tempo, mostrando, por exemplo, as mudanças nas características das fontes de renda e riqueza de cada um[24].
6. Relevância para Formulação de Políticas: Ao focar em grupos específicos, estas medidas podem guiar políticas públicas direcionadas, como impostos sobre grandes fortunas, programas de transferência de renda para a base da pirâmide, ou regulamentações que visem conter a ascensão das rendas no topo. Permitem uma análise mais granular do impacto das políticas redistributivas[23][32].

#### Desvantagens
1. Não Agregam a Desigualdade Total: Não fornecem um único número que resuma a desigualdade de toda a distribuição, como o Coeficiente de Gini. Para uma visão completa, precisam ser complementadas por outras métricas. Focar apenas em um segmento pode levar a conclusões parciais sobre a desigualdade geral, já que pode haver redistribuição entre outros estratos sociais, que não o topo, por exemplo[23].
2. Sensibilidade à Definição do Segmento: O resultado varia significativamente dependendo do segmento populacional escolhido (e.g., top 1% vs. top 10% vs. bottom 20%). A escolha do segmento pode ser arbitrária e influenciar o viés da análise se não forem considerados outros dados e/ou métricas.
3. Podem ocultar a Desigualdade Intragrupo: Não revelam a desigualdade dentro do segmento analisado. Por exemplo, a participação do 1% mais rico não diz necessariamente se a riqueza está concentrada em poucos indivíduos dentro desse 1% (o 0,01%) ou se é mais distribuída entre eles, o que pode ter implicações diferentes para políticas.
4. Podem esconder mudanças: Uma ênfase excessiva nos extremos pode desviar a atenção de questões de desigualdade que afetam a classe média ou outros grupos intermediários, que podem estar passar por processos de perda relativa com a compressão de suas rendas ou a perda de poder aquisitivo, por exemplo[23].

### Razão 20:20

PIB per capita vs proporção 20:20 nos países

A proporção 20:20 ou 20/20 compara o quanto os 20% mais ricos da população são em relação aos 20% mais pobres de uma determinada população. Isso pode ser mais revelador do impacto real da desigualdade em uma população, pois reduz o efeito sobre as estatísticas de valores discrepantes no topo e na base e impede que os 60% do meio obscureçam estatisticamente a desigualdade que, de outra forma, seria óbvia em campo. Segundo o Senado Federal do Brasil  e os dados da OCDE do gráfico ao lado, por exemplo, a proporção 20:20 mostra que em 2016 o Japão e a Suécia tinham uma baixa disparidade de igualdade, onde os 20% mais ricos ganham apenas 4 vezes mais que os 20% mais pobres, enquanto no Reino Unido a proporção é de 6 vezes e nos EUA, de 8 vezes. Já no México e no Chile, a proporção é de 10 vezes, chegando a 18 vezes no Brasil. 

### Razão de Palma

PIB per capita vs. Razão de Palma em países

O índice de Palma é definido como a razão entre a participação dos 10% mais ricos da população na renda nacional bruta dividida pela participação dos 40% mais pobres. Baseia-se no trabalho do economista chileno Gabriel Palma, que constatou que as rendas da classe média quase sempre representam cerca de metade da renda nacional bruta, enquanto a outra metade é dividida entre os 10% mais ricos e os 40% mais pobres, mas a participação desses dois grupos varia consideravelmente entre os países.
O índice de Palma aborda a hipersensibilidade do índice de Gini a mudanças no meio da distribuição e a insensibilidade a mudanças no topo e na base, e, portanto, reflete com mais precisão os impactos econômicos da desigualdade de renda na sociedade como um todo. Palma sugeriu que a política distributiva diz respeito principalmente à disputa entre ricos e pobres e a quem a classe média se alia.
A razão Palma de carbono, derivada da razão Palma de renda e descrita como a razão entre as emissões totais dos 10% maiores emissores e as dos 40% menores, é proposta como um novo indicador para informar a comunidade internacional e o público em geral sobre a desigualdade na distribuição das emissões de carbono entre os indivíduos. A razão é calculada tanto dentro dos países quanto entre eles, usando uma relação elástica entre emissões individuais e renda. Os resultados mostram que as razões Palma de carbono na maioria dos países em desenvolvimento são geralmente altas, o que implica que eles deveriam se concentrar mais na coordenação das desigualdades regionais e de renda e, principalmente, incentivar os grandes emissores a reduzir as emissões, a fim de aumentar as emissões e a equidade de renda ao mesmo tempo. As razões Palma de carbono em países desenvolvidos são comparativamente menores; no entanto, suas maiores obrigações históricas com o aquecimento indicam que eles reduzem significativamente as emissões de todas as pessoas, a fim de aumentar as contribuições nacionais de mitigação de forma sistemática. Em escala global, a razão Palma de carbono atual é visivelmente maior do que em qualquer país, indicando uma desigualdade extremamente grave quando as emissões individuais são consideradas fora dos limites territoriais.

### Coeficiente de Concentração
O Coeficiente de Concentração é uma medida intimamente relacionada ao Coeficiente de Gini, podendo-se considerar o Gini como um caso particular do Coeficiente de Concentração. Ele é utilizado para medir o nível de concentração de uma variável entre indivíduos (ou grupos) que são ordenados a partir de outra variável.
- Conceito e Escala: O Coeficiente de Concentração (geralmente denotado por C) quantifica como uma variável (por exemplo, o acesso a um serviço público) está distribuída entre indivíduos ordenados por outra variável (por exemplo, o nível de renda). Seu valor varia de -1 a +1:
  - -1 indica concentração total na pessoa ou grupo mais pobre.
  - +1 indica concentração total na pessoa ou grupo mais rico.
  - 0 (zero) sugere que a variável está distribuída de forma proporcional à distribuição da variável de ordenação.
- Cálculo: Semelhante ao Gini, corresponde ao dobro da área entre a Curva de Concentração e a Linha da Perfeita Igualdade (Medeiros, 2012, p. 132)[1].
- Aplicações: É uma ferramenta essencial para análises de progressividade e regressividade. Por exemplo, pode ser usado para determinar se um gasto público é mais concentrado nos mais pobres (progressivo) ou nos mais ricos (regressivo), ou para analisar a contribuição de diferentes fontes de renda (salários, aposentadorias, transferências sociais) para a desigualdade total.

### Índice de Atkinson
A Classe de Medidas de Atkinson, proposta por Anthony Atkinson em 1970, representa um conjunto de medidas de desigualdade que se destacam por tornar explícito o julgamento de valor do analista sobre a desigualdade.
- Conceito Central: Ao contrário de outras medidas, que têm um julgamento de valor implícito, as medidas de Atkinson incorporam um parâmetro de "aversão à desigualdade" (geralmente ϵ ou ρ). Este parâmetro permite ao pesquisador expressar o quanto a sociedade (ou a política) se preocupa com as diferenças de renda entre os indivíduos.
- Lógica de Cálculo: A ideia por trás dessas medidas é o conceito de "nível de renda equivalente". Isso significa que o mesmo nível de bem-estar de uma sociedade rica, mas desigual, poderia ser alcançado em uma sociedade mais pobre, mas perfeitamente igualitária. A medida de Atkinson quantifica a perda de bem-estar social devido à desigualdade. Ela é definida como: A=1−yˉy∗ Onde A é a medida de Atkinson, y∗ é a renda média da distribuição igualitária hipotética (a "renda igualmente distribuída equivalente"), e yˉ é a renda média da distribuição observada.
- Interpretação do Parâmetro de Aversão (ϵ ou ρ):
  - Um valor de ϵ (ou ρ) igual a zero indica total indiferença à desigualdade; o que importa é apenas a renda média.
  - Valores positivos indicam preocupação com a desigualdade. Quanto maior o valor, maior a aversão e maior o peso atribuído às rendas mais baixas. Uma aversão elevada implica que um pequeno ganho para uma pessoa muito pobre contribui muito mais para o bem-estar social total do que um grande ganho para uma pessoa rica.
  - Por exemplo, um ϵ=2 pode significar que são aceitáveis perdas de até 75% dos recursos em uma transferência para que ela gere maior igualdade.
- Relevância: A classe de Atkinson é valiosa por sua transparência filosófica, forçando os analistas a refletirem sobre os pressupostos normativos de suas análises de desigualdade[1][4][6].

### Índices de Theil e Medidas Generalizadas de Entropia (GE)
Desenvolvidos por Henri Theil na década de 1960 a partir da teoria da informação, os Índices de Theil (T-Theil e L-Theil) são medidas de desigualdade relativa que possuem vantagens e desvantagens específicas em comparação com o Gini. Eles são membros de uma família mais ampla de medidas, as Medidas Generalizadas de Entropia (GE).
- Conceito: Os Índices de Theil podem ser entendidos como medidas que quantificam a "desordem" ou "desconcentração" de uma distribuição (Medeiros, 2012, p. 144)[1]. Uma distribuição perfeitamente igualitária teria um alto grau de entropia (máxima desordem entre os indivíduos), enquanto uma distribuição altamente concentrada teria baixa entropia (alta ordem/agregação).
- Vantagem Principal: Decomponibilidade Aditiva: A característica mais notável dos índices de Theil e das medidas GE é sua capacidade de serem decompostos aditivamente em subgrupos. Isso significa que a desigualdade total de uma população pode ser dividida na soma da desigualdade dentro de diferentes grupos (ex: dentro de cada região) e da desigualdade entre esses grupos (ex: entre as regiões) (Medeiros, 2012, p. 145). Essa propriedade é crucial para entender as fontes e a estrutura da desigualdade em uma sociedade.
- Limitações: A principal limitação dos Índices de Theil é que eles não podem ser calculados diretamente se houver indivíduos com rendimento zero na distribuição, pois seus cálculos envolvem logaritmos de rendimentos (logaritmo de zero é indefinido). Isso exige ajustes ad hoc ou a exclusão desses indivíduos, o que pode distorcer a realidade.
- Relação com Atkinson e GE:
  - O L-Theil (ou GE(0)) é equivalente ao índice de Atkinson quando seu parâmetro de aversão à desigualdade é igual a 1 (Medeiros, 2012, p. 147).
  - As Medidas Generalizadas de Entropia (GE), com um parâmetro c que define sua sensibilidade à desigualdade, abrangem os Índices de Theil como casos especiais:
    - GE(0) corresponde ao L-Theil.
    - GE(1) corresponde ao T-Theil.
    - GE(2) corresponde à metade do quadrado do coeficiente de variação. Essa família generalizada mostra as conexões matemáticas entre diversas medidas de desigualdade.

A escolha da medida numérica mais apropriada para uma análise de desigualdade dependerá dos objetivos específicos do estudo, das características dos dados disponíveis e dos pressupostos teóricos e éticos do pesquisador.

## Pobreza e desigualdade
A pobreza, em seu sentido mais amplo, está intrinsecamente associada à ideia de privação. No entanto, a forma como essa privação é definida e mensurada é objeto de amplo debate nas ciências sociais. A mensuração da pobreza, ao contrário da desigualdade, que foca na dispersão relativa de um recurso, geralmente busca identificar quem está abaixo de um determinado patamar mínimo e em que medida.

### Os Problemas da Identificação e da Agregação
Qualquer tentativa de mensurar a pobreza passa por dois desafios fundamentais, conforme Medeiros (2012, p. 153):
1. Problema da Identificação: Consiste em definir quem é considerado pobre e, se possível, quão pobre essa pessoa é. Isso envolve estabelecer critérios claros para distinguir os pobres dos não-pobres.
2. Problema da Agregação: Refere-se à maneira de combinar as informações sobre os indivíduos identificados como pobres para expressar um nível geral de pobreza para um grupo ou população.

### Pobreza Absoluta, Relativa e Multidimensional
Tradicionalmente, a pobreza tem sido concebida de duas formas principais:
- Pobreza Absoluta: Define a privação com base em um conjunto fixo de necessidades básicas (como alimentação, moradia, vestuário) consideradas universais e independentes do contexto social. Por exemplo, uma pessoa é considerada absolutamente pobre se sua renda não permite adquirir uma cesta mínima de alimentos.
- Pobreza Relativa: Define a privação em relação ao padrão de vida predominante em uma determinada sociedade. Uma pessoa pode ser considerada relativamente pobre se sua renda for significativamente inferior à renda média da população, mesmo que consiga satisfazer necessidades básicas.

A complexidade da pobreza é frequentemente discutida sob duas perspectivas principais, que se complementam, como aponta Amartya Sen. Embora a noção de pobreza absoluta possa, por vezes, ser vista como uma simplificação didática, há um consenso amplamente difundido nas ciências sociais de que a pobreza deve ser compreendida como absoluta no que tange às necessidades humanas essenciais – ou seja, todos os indivíduos necessitam de nutrição adequada, acesso à saúde e moradia digna, por exemplo.
No entanto, a forma como essas necessidades básicas são atendidas (os chamados "satisfatores") é inerentemente relativa ao contexto cultural e social. Os meios para garantir nutrição, saúde e moradia podem variar significativamente entre diferentes sociedades ou épocas. Assim, enquanto a carência de capacidades fundamentais é uma condição universal da pobreza, os métodos e recursos para superar essa carência são cultural e socialmente determinados.
Além disso, a pobreza é cada vez mais reconhecida como um conceito multidimensional. Embora a pobreza monetária (baseada na renda) seja a medida mais comum e de fácil cálculo, a privação pode se manifestar em diversas dimensões da vida humana, como acesso à educação, saúde, saneamento, energia, moradia e oportunidades políticas. Uma definição de pobreza completa deve considerar que o bem-estar não depende apenas do consumo de bens e serviços, mas também de fatores como liberdades, cuidados, respeito e laços sociais.

### Unidade de Análise
A escolha da unidade de análise é um aspecto crucial na mensuração da pobreza. A pobreza pode ser medida ao nível do indivíduo ou de agregados, como a família ou o domicílio. A decisão sobre qual unidade utilizar pode afetar significativamente os resultados de um estudo. Por exemplo, a utilização da renda familiar per capita presume uma distribuição perfeita da renda dentro do domicílio, o que nem sempre corresponde à realidade (ignorando, por exemplo, desigualdades de gênero ou etárias internas). Questões como economias de escala em domicílios maiores e a equivalência de necessidades entre diferentes tipos de famílias também precisam ser consideradas por meio de escalas de equivalência.

### Medidas Básicas de Pobreza: Incidência e Intensidade
Uma vez que a identificação dos pobres é feita (geralmente por meio de uma linha de pobreza, um limiar de renda abaixo do qual se é considerado pobre), a agregação se dá através de diferentes medidas:
1. Incidência da Pobreza (Proporção de Pobres ou Headcount Ratio, P0): Esta é a medida mais simples e intuitiva, indicando a proporção de indivíduos ou domicílios em uma população que estão abaixo da linha de pobreza. Ela é calculada pela divisão do número de pobres pelo total da população. P0=Nq Onde q é o número de pessoas pobres e N é o total da população.
  - Limitação: A principal desvantagem do P0 é sua insensibilidade à intensidade da pobreza. Ele não distingue entre um indivíduo que está apenas um centavo abaixo da linha de pobreza e outro que está muito aquém dela, na miséria absoluta (Medeiros, 2012, p. 160). Além disso, não é sensível à desigualdade entre os próprios pobres.
2. Intensidade da Pobreza (Hiato de Pobreza ou Poverty Gap, P1): Para capturar a profundidade da pobreza, utiliza-se o conceito de hiato de pobreza, que é a diferença entre a renda de um indivíduo pobre e a linha de pobreza. Quanto maior o hiato, mais distante o indivíduo está da linha de pobreza. O Hiato Médio Padronizado (P1) é a média dos hiatos individuais padronizados (divididos pela linha de pobreza) entre todos os indivíduos da população (incluindo os não-pobres, que têm hiato zero). P1=N1∑i=1qz(z−yi) Onde z é a linha de pobreza e yi é a renda do indivíduo i (apenas para os pobres, z−yi>0).
  - Limitação: Embora o P1 seja mais informativo que o P0, ele ainda não é sensível à desigualdade entre os pobres. Uma transferência de renda de uma pessoa muito pobre para uma pessoa pouco pobre (ambas abaixo da linha) não alteraria o valor total do hiato, embora a situação da pessoa mais pobre tenha piorado (Medeiros, 2012, p. 162). Isso significa que P1 não satisfaz o Princípio das Transferências de Pigou-Dalton para os pobres.

### Medidas de Pobreza Sensíveis à Desigualdade: A Classe FGT
Para superar as limitações das medidas básicas e incorporar a preocupação com a desigualdade entre os próprios pobres, foram desenvolvidas medidas mais sofisticadas:
- Índice de Watts: Harold Watts (1969)[42] foi pioneiro ao propor um indicador que considerava a desigualdade entre os pobres, utilizando o logaritmo da razão entre a linha de pobreza e a renda do indivíduo. Embora atenda ao princípio das transferências, é menos intuitivo e não pode ser calculado para rendas zero (Medeiros, 2012, p. 163)[1].
- Índice de Sen: Amartya Sen (1976)[43] propôs um indicador de pobreza que combina a incidência, a intensidade e o Coeficiente de Gini da distribuição de renda entre os pobres. Isso permite que a medida seja sensível à desigualdade entre os pobres, mas ainda não é aditivamente decomponível em subgrupos. A medida de pobreza de Sen combina o coeficiente de Gini para pessoas vivendo abaixo da linha de pobreza com a razão de pobreza e a renda média dessas pessoas. Essa medida tem sido pouco utilizada no campo da hipótese de desigualdade de renda. Embora tenha sido recebido com entusiasmo, o índice de pobreza de Sen não atende a uma série de condições ideais, por exemplo, não satisfaz o Princípio da transferência, não é decomponível nem consistente com subgrupos[44].
- Classe de Medidas FGT (Foster, Greer, Thorbecke): Desenvolvida por Foster, Greer e Thorbecke (1984)[45], essa família de medidas é amplamente utilizada por sua capacidade de incorporar a sensibilidade à desigualdade entre os pobres e, crucialmente, por ser aditivamente decomponível em subgrupos. A fórmula geral é: Pα=N1∑i=1q(zz−yi)α Onde α (alfa) é um parâmetro de sensibilidade à pobreza:
  - P0 (quando α=0): Equivale à incidência da pobreza, contando apenas o número de pobres.
  - P1 (quando α=1): Equivale ao hiato de pobreza padronizado médio, medindo a intensidade.
  - P2 (quando α=2): Conhecido como Severidade da Pobreza (ou hiato padronizado quadrático médio). Ao elevar o hiato ao quadrado, essa medida dá maior peso aos indivíduos mais distantes da linha de pobreza. Assim, P2 reflete a incidência, a intensidade e, de forma combinada, a desigualdade entre os pobres, satisfazendo o Princípio das Transferências de Pigou-Dalton.

A escolha da medida de pobreza, assim como a de desigualdade, reflete pressupostos teóricos e julgamentos de valor, pois diferentes medidas podem levar a diferentes conclusões e, consequentemente, a distintas prioridades na formulação de políticas públicas.

## Transparência de dados
Apesar dos avanços significativos nas últimas décadas no desenvolvimento de métodos e métricas para mensurar a desigualdade de renda e riqueza, a disponibilidade de dados confiáveis e abrangentes sobre a distribuição desses recursos permanece um desafio global. Essa escassez de informações é multifacetada, atribuída, em parte, à opacidade de certos sistemas financeiros, às limitações das ferramentas empregadas pelas agências estatísticas para coletar e monitorar dados de desigualdade, e, ocasionalmente, à hesitação de alguns governos em divulgar as informações de que já dispõem.
O acesso público a dados de alta qualidade sobre a distribuição de renda e riqueza é considerado um pré-requisito essencial para o desenvolvimento de um debate público informado e construtivo sobre questões econômicas e políticas. Em um cenário marcado pela era digital e pela crescente complexidade das relações econômicas, a informação básica sobre a distribuição de renda e o crescimento da riqueza é frequentemente vista como um bem público.
Reconhecendo essa necessidade, instituições como o World Inequality Lab (WIL) têm liderado iniciativas para promover a transparência dos dados. Um exemplo notável é a parceria do WIL com o Programa das Nações Unidas para o Desenvolvimento (PNUD), firmada por ocasião do Relatório de Desenvolvimento Humano de 2019, que resultou no desenvolvimento do Índice de Transparência da Desigualdade (ITI). O World Inequality Lab realiza a atualização anual desse índice, em conjunto com o Banco de Dados Mundial da Desigualdade (World Inequality Database – WID), visando aprimorar a acessibilidade e a comparabilidade dos dados sobre desigualdade em escala global.